# NGC 3783
NGC 3783 ist eine Balken-Spiralgalaxie vom Hubble-Typ SBa im Sternbild Zentaur am Südsternhimmel. Sie ist schätzungsweise 121 Millionen Lichtjahre von der Milchstraße entfernt.
Das Objekt wurde am 21. April 1835 von John Herschel entdeckt.